# کندیس آکولا
کندیس رنه آکولا(به انگلیسی: Candice Rene Accola) متولد ۱۳ مه ۱۹۸۷ بازیگر و خوانندهٔ آمریکایی است.
بیشتر شهرت او به خاطر بازی در نقش کرولاین فوربس در سریال خاطرات خون‌آشام است.

## فیلم‌ها
- خاطرات خون‌آشام (۲۰۱۷–۲۰۰۹)
- آشنایی با مادر (۲۰۰۷) اپیزود Something Borrowed
- جونو (۲۰۰۷)
- دختر مرده (۲۰۰۸)
- سوپرنچرال (۲۰۰۹) اپیزود After School Special
- عشق لطمه می‌زند (۲۰۰۹)
- روی عروسک (۲۰۱۰)
- اصیل ها (۲۰۱۸)
- بعد از برخورد ما (۲۰۲۰)
- میراث‌ها (۲۰۲۲)

## آهنگ‌ها
| سال  | عنوان                      | یادداشت                     |
| ---- | -------------------------- | --------------------------- |
| ۲۰۱۱ | Eternal Flame              | خاطرات خون‌آشام فصل۲ قسمت ۱۶ |
| ۲۰۱۵ | Go in Peace                | خاطرات خون‌آشام فصل۶ قسمت ۱۵ |
| ۲۰۱۵ | Still Hurting              | خاطرات خون‌آشام فصل۶ قسمت ۱۷ |
| ۲۰۱۵ | Hit Me With Your Best Shot | خاطرات خون‌آشام فصل۶ قسمت ۱۸ |

## جوایز
- برندهٔ جوایز برگزیدهٔ نوجوانان سال ۲۰۱۲
- نامزد جوایز برگزیدهٔ نوجوانان سال ۲۰۱۳
- برندهٔ جوایز برگزیدهٔ نوجوانان سال ۲۰۱۴
- نامزد جوایز برگزیدهٔ نوجوانان سال ۲۰۱۵
- نامزد جوایز برگزیدهٔ نوجوانان سال ۲۰۱۵